# Мамонов Олексій Ігорович
Олексій Ігорович Мамонов (рос. Алексей Игоревич Мамонов; нар. 14 квітня 1993, Полтава) — російський футболіст, захисник московського клубу «Велес».

## Життєпис
У дитинстві займався різними видами спорту: греко-римською боротьбою, кікбоксингом, карате, тенісом. У 13-річному віці Олексій серйозно зайнявся футболом. Першою його командою була «Зірка», яка базується в Люберцях. Через два місяці після початку занять у «Зірці», Мамонова запросили на перегляд у «Локомотив-Перово». Через півтора року його забрали до черкізовського відділення «Локомотива», де він відіграв один сезон, після чого знову повернувся в «Локомотив-Перово».

### Кар'єра гравця
На початку 2010 року потрапив в заявку «Локомотива» для участі в чемпіонаті Росії. 13 березня, в матчі з однолітками з «Рубіна» (2:0), Мамонов дебютував у складі «молодіжки», вийшовши на заміну на 89 хвилині гри.
25 лютого 2012 року, в останній день трансферного вікна в Росії, Олексій був заявлений за Нижегородську «Волгу». 13 травня, в грі з пермським «Амкаром» (1:4), футболіст дебютував у Прем'єр-лізі. Гравець вийшов на поле на 79 хвилині гри, замінивши Микиту Малярова.

### Кар'єра в збірній
На початку 2011 року Олексій виступав за юнацьку збірну Росії (гравці 1993 року народження), в складі якої брав участь у Меморіалі Гранаткіна.